# Космос-166
Космос-166 (заводское обозначение ДС-У3-С) — советский космический аппарат, первая орбитальная рентгеновская солнечная обсерватория в СССР. Спутник запущен 16 июня 1967 года с полигона Капустин Яр ракетой-носителем Космос-2.

## Конструкция
«Космос-166», сконструированный в КБ Южное, был первым из серии научно-исследовательских аппаратов типа «ДС-У3», предназначенных для внеатмосферного наблюдения и изучения Солнца. Масса аппарата — 285 кг, из них полезной нагрузки — 35 кг.
Спутник представлял собой цилиндр с двумя полусферическими крышками, на котором закреплены 8 раскрывающихся панелей солнечных батарей, объединенные в два блока по 4 батареи в каждом. Блоки установлены под углом один к другому, так, чтобы солнечные батареи разных блоков не перекрывали друг друга. Еще 8 малых панелей солнечных батарей устанавливались на передней части корпуса, ориентированной во время полёта на Солнце. На передней части корпуса также устанавливались датчики и приборы научной аппаратуры. В задней части располагалась система энергоснабжения и маховик системы ориентации, которая обеспечивала на освещенном участке орбиты постоянное направление продольной оси аппарата на Солнце. Для первичного успокоения спутника после выхода из тени и разгрузки маховика использовались расположенные на корпусе реактивные двигатели, работавшие на сжатом газе.
Второй аппарат этой серии, «Космос-230», был запущен 5 июля 1968 года.

## Программа полёта
Основная задача спутника заключалась в наблюдении Солнца в недоступных с Земли рентгеновском и ультрафиолетовом диапазонах. Постановщиками проводимых экспериментов были Физический институт им. П. Н. Лебедева АН СССР и Крымская астрофизическая обсерватория АН СССР. На аппарате был установлен следующий набор научной аппаратуры:
- рентгеновский гелиограф;
- рентгеновский фотометр;
- сканирующий спектрометр,
- спектрометр УФ-диапазона

В ходе полёта «Космоса-166» проводилось измерение потока и вариации интенсивности мягкого рентгеновского излучения Солнца и интенсивности солнечного спектра.
Для привязки полученных данных о рентгеновском излучении к определенным участкам Солнца использовались оптические датчики, фиксирующие моменты прохождения солнечного диска через поле зрения ренгеновских счетчиков.
В результате полёта "Космоса-166" получены данные о потоке и интенсивности рентгеновского излучения Солнца на длинах волн 20-1000 нм, а также обнаружены источники этого излучения — солнечные вспышки. Была прослежена динамика развития вспышек и локализованы области их возникновения. На основе полученных данных определены физические условия в области вспышек и прилегающих участков солнечной короны, рассчитаны плотность вещества и эффективная температура или энергия частиц. Было обнаружено, что, как правило, активные области, над которыми возникают рентгеновские вспышки, могут быть обнаружены наземным оптическим наблюдением. В нескольких случаях обнаружены вспышки, имеющие два центра примерно одинаковой яркости. В то же время были обнаружены и рентгеновские вспышки, не сопровождающиеся излучением в оптическом диапазоне, что свидетельствавало о их локализации в пределах короны. Аппаратом также были получены распределения интенсивности спектра ионизированного водорода вблизи линии Лайман-альфа и ионизированного гелия в хромосфере и короне Солнца.
Аппарат функционировал на орбите и передавал данные около трёх месяцев, в течение которых Солнце совершило три полных оборота вокруг своей оси. В это же время проводились наблюдения солнечной активности наземными средствами. Это позволило накопить большой объём материала по статистике рентгеновских вспышек и их связи с оптическими вспышками. Спутник вошёл в атмосферу и прекратил своё существование 25 октября 1967 года.